# Raekwon
Corey Woods (n. 12 ianuarie 1970), cunoscut mai mult după numele de scenă Raekwon, este un rapper american, membru al trupei Wu-Tang Clan. În 1995 și-a lansat primul album solo, Only Built 4 Cuban Linx... iar de atunci a mai înregistrat un număr de albume solo dar și cu Wu-Tang și cu numeroșii colaboratori ai formației. 
Raekwon este adesea numit drept unul dintre pionerii subgenului de muzică Mafioso rap. În 2007, editorii de la About.com l-au inclus în lista celor mai buni 50 de MC ale timpurilor noastre (1987-2007).  Publicația Miami New Times a descris piesele lui Raekwon ca fiind "povești epice de stradă".

## Discografie

### Albume
- Only Built 4 Cuban Linx... (1 august 1995)
- Immobilarity (16 noiembrie 1999)
- The Lex Diamond Story (16 decembrie 2003)
- Only Built 4 Cuban Linx... Pt. II (8 septembrie 2009)
- Shaolin vs. Wu-Tang (8 martie 2011)

### Albume în colaborare
- Raekwon Presents Ice Water Inc (11 august 2007)
- Wu-Massacre (30 martie 2010 - cu Method Man și Ghostface Killah)

### Compilație
- Raekwon Babygrande Recordings (2009 - cu Ice Water Inc)